# Afeto (quadrinhos)
Afeto é um romance gráfico brasileiro de Natália Sierpinski e Vivi Melancia, publicado em 2022 pela editora Outside.co. O livro, voltado ao público infantil, aborda temas como bullying, preconceito e sexismo no ambiente escolar.
O projeto da HQ começou em 2020, quando Natália teve a ideia inicial do roteiro e compartilhou com Vivi, que na época era professora em uma escola pública. A história começou a ser desenvolvida como webcomic, tendo como protagonista Maria, uma menina de 13 anos que mudou de cidade e começou a estudar em uma nova escola. A publicação do livro foi viabilizada através de financiamento coletivo pela plataforma Catarse.
Em 2023, a obra ganhou o Prêmio Angelo Agostini de melhor lançamento infantil.